# Gospodăria Simon István din Bicfalău
Gospodăria Simon István din Bicfalău este un ansamblu de monumente istorice aflat pe teritoriul satului Bicfalău, comuna Ozun.
Ansamblul este format din două monumente:
- Casă (cod LMI CV-II-m-A-13146.01)
- Poartă (cod LMI CV-II-m-A-13146.02)